# کازوهیکو تاکموتو
کازوهیکو تاکموتو (انگلیسی: Kazuhiko Takemoto؛ زادهٔ ۲۲ نوامبر ۱۹۵۵) بازیکن فوتبال اهل ژاپن است.